# Fort Liard
Fort Liard är ett samhälle i Kanada.   Det ligger i territoriet Northwest Territories, i den centrala delen av landet, 3 500 km väster om huvudstaden Ottawa. Fort Liard ligger 220 meter över havet och antalet invånare är 530.
Terrängen runt Fort Liard är varierad. Fort Liard ligger nere i en dal. Trakten runt Fort Liard är nära nog obefolkad, med mindre än två invånare per kvadratkilometer..
I omgivningarna runt Fort Liard växer i huvudsak barrskog.